# Rhododendron rarilepidotum
Rhododendron rarilepidotum är en ljungväxtart som beskrevs av J. J. Smith. Rhododendron rarilepidotum ingår i släktet rododendron, och familjen ljungväxter. Utöver nominatformen finns också underarten R. r. ootrichum.

## Bildgalleri

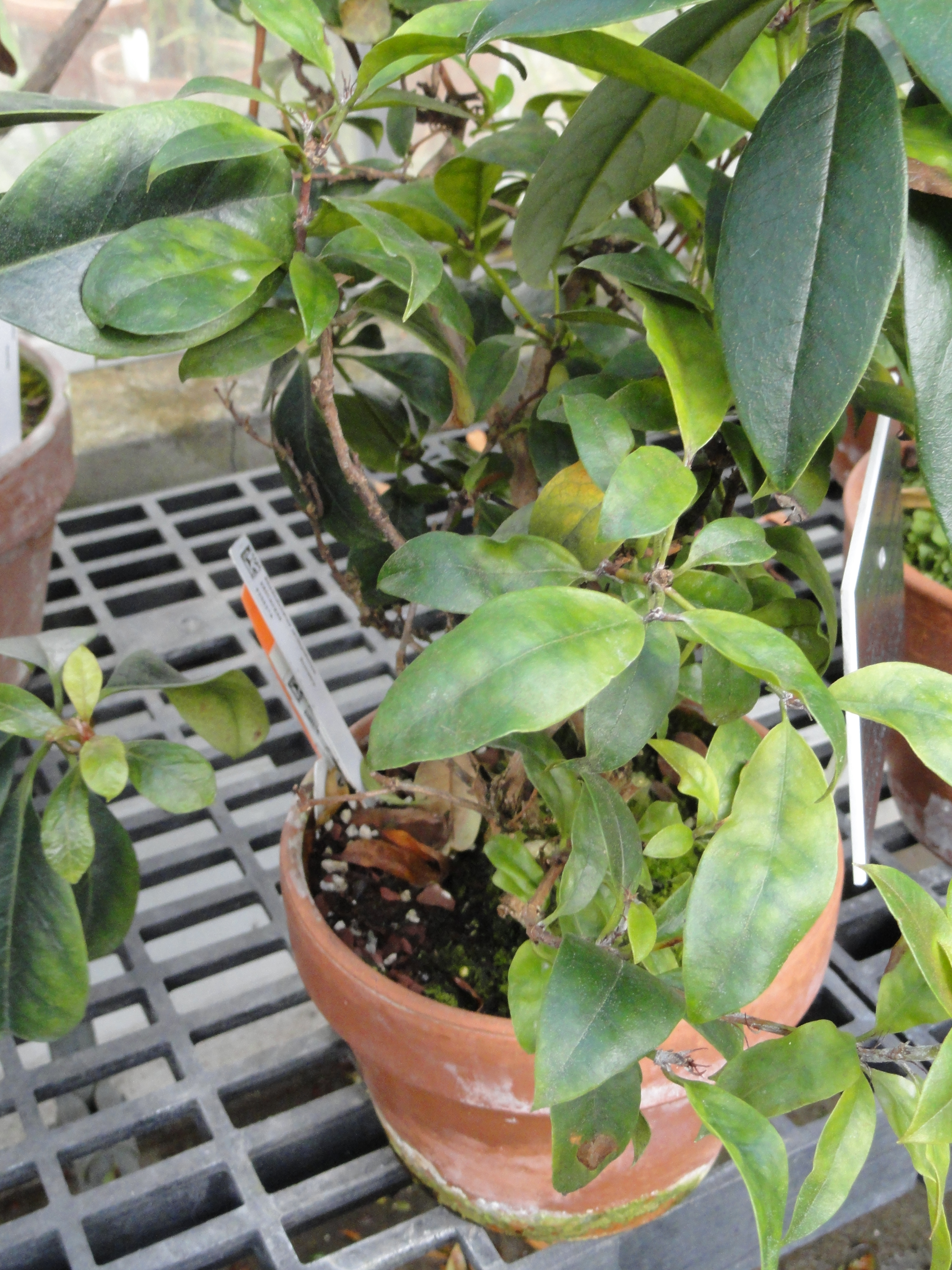